# Champoz
Champoz es una comuna suiza del cantón de Berna, situada en el distrito administrativo del Jura bernés. Limita al norte con la comuna de Perrefitte, al este con Moutier, al sur con Court y Sorvilier, al suroeste con Bévilard y Malleray, y al oeste con Souboz.
Hasta el 31 de diciembre de 2009 situada en el distrito de Moutier.